# رازهای زنان
اسرار زنان (سوئدی: Kvinnors väntan، همچنین به عنوان زنان انتظار شناخته می‌شود) نام یک فیلم سوئدی به کارگردانی اینگمار برگمان است. این فیلم در سال ۱۹۵۲ ساخته شده‌است و در بخش فیلمهای برگزیده جشنواره فیلم ونیز (۱۹۵۳) به نمایش گذاشته شد.
این فیلم یکی از فیلم‌های اولیه کارگردان است و در واقع یک درام در مورد روابط جوانان از زبان چند زن است (فلش بک). با این حال، به عنوان آن به دست می‌آمد پس از آن: به یاد ماندنی‌ترین بخش فیلم صحنهٔ خنده دار آسانسور با بازی گونار بیورستراند و اوا دالبرگ است (صحنه‌ای که به عنوان یک نوع از اسکچ کمدی نوشته شده بود و تقریباً یک کمدی خالص). این صحنه اولین کار کمدی برگمان در فیلم شد؛ و بعدها او گفت که این صحنه او را متوجه ساخت که می‌تواند کمدی بنویسد (که چند سال بعد موفق آمیزتر در فیلم درسی در عشق، ۱۹۵۴، و لبخندهای یک شب تابستانی ۱۹۵۵ نشان داد، و او برای نوشتن فیلمنامه‌های بعدی خود در ژانر کمدی از این صحنه فیلمش الهام گرفت.

## بازیگران
آنیتا بیورک در نقش راکل
اوا دالکبگ در نقش کارین
مای-بریت نیلسونن در نقش مارتا
بیرگر مالستن در نقش مارتین لوبلیوس
گونار بیورنستراند در نقش فردریک لوبلیوس
کارل-آرن هولمستن در نقش اوژن لوبلیوس